# グレイホーク
グレイホーク（Greyhawk）はワールド・オブ・グレイホーク（World of Greyhawk、グレイホークの世界）としても知られており、ダンジョンズ&ドラゴンズ・ファンタジー・ロールプレイングゲームのためのキャンペーンセッティングとしてデザインされた、架空の世界である。

## 概要
ダンジョンズ&ドラゴンズのために作成された最初のキャンペーン世界でこそないが（デイヴ・アーンソンのブラックムーア・キャンペーンが数か月先行している）、ワールド・オブ・グレイホークは1972年から2008年まで、このゲームの展開と最も緊密であるとみなされたセッティングであった。この世界は、ゲイリー・ガイギャックスが自分の子供達と友人達の楽しみためにデザインした城の下の単純なダンジョンとして始まったが、それは複雑な多層ダンジョンだけではなく、グレイホーク市の近郊だけでもなく、最終的に世界全体にまで拡張された。グレイホークは20年以上に渡っていくつかの版の製品が出版され、キャンペーン・ワールド自体に加え、出版された多くの冒険の背景設定として使用され、D&Dゲームと2000年から2008年にかけて行なわれたRPGAの大規模共有リビング・グレイホーク・キャンペーンを支えた。

## 初期の展開
1960年代末期、軍事史マニアかつパルプファンタジーファンのゲイリー・ガイギャックスは、ウィスコンシン州レイク・ジェニーバの彼のゲームクラブにおいて、従来の中世を模した卓上ミニチュア・ウォーゲームにファンタジーの要素を加え始めていた。彼は時々標準的な中世の兵器を魔法の呪文と入れ替え、あるいはドラゴンや他のファンタジー的なモンスターを兵士の代わりに使用した。1971年、彼は『チェインメイル』という名前の卓上戦闘のためのルール・セットの一部を共同執筆し、1対1の戦闘だけではなく、魔法の呪文とモンスターのための補足ルールを作成した。
ちょうど同時期に、ミネアポリス - セントポールでは、別の卓上ウォーゲーマー、デイヴ・アーンソンが、同じく新たな様式のゲームを創り出していた。アーンソンは、ウォーゲーマー仲間であるデイビッド・ウェスリーが運営していた、中立な調停者あるいは審判を置き外交問題を解決するためにプレイヤー同士や想像上の人物と会話するような、現在ではロールプレイングと呼ばれる要素を含む、ナポレオニック卓上「ブラウンシュタイン」キャンペーンに感銘を受けた。しかしながら、アーンソンは間もなくナポレオニック設定に飽きてしまい、ゲームグループが集合したある晩、彼は通常の戦場の代わりにプラスチックモデルの城を置き、プレイヤー達に、今晩は各人が1個連隊ずつを指揮する代わりに1人ずつのキャラクターを担当して、ブラックムーアの男爵領にある城の危険なダンジョンを探索する、と告げた。戦闘解決のために、彼は最初じゃんけんを用いていたが、『チェインメイル』と、彼、ゲイリー・ガイギャックス、マイク・カーが共同執筆したドント・ギブ・アップ・ザ・シップ！という名の船舶ウォーゲームを組み合わせた結合ルールに速やかに移行した。ウェスリーの卓上ウォーゲームよりアーンソンのゲームを際立たせたものは、プレイヤーがセッション間で同じキャラクターを保持することができ、時間と共により良い能力またはパワーを身に付けることによって成長する、ということであった。アーンソンの、ミネアポリス-セントポールにおけるナポレオニック・ゲームグループは、ガイギャックスのレイク・ジェニーバ・グループと接触し、アーンソンは彼らが週末にプレイしているブラックムーアのダンジョンについて言及した。ガイギャックスは興味を持ち、1972年にレイク・ジェニーバを訪問した時に、アーンソンはブラックムーアのダンジョンをガイギャックスに対し実演した。ガイギャックスは直ちにダンジョン環境を探索する個々のキャラクター達という構想に興味をそそられ、このゲームは商品とすることが可能であり売れる、と考えた。彼とアーンソンは『チェインメイル』を基にしたルール・セットを共同開発することに合意した。これらのルールを開発するためのプレイテスト環境を提供するために、ガイギャックスは彼自身の城であるグレイホーク城をデザインし、その下にあるダンジョンの一層目を準備した。彼の2人の子供達アーニーとエリスが最初のプレイヤーとなり、その最初のセッションの間、グレイホークのダンジョンで最初のモンスター達と戦い、滅ぼした（ガイギャックスは、それが巨大ムカデの集団か、サソリ達の巣のどちらかであったことを回顧した）。その同じセッションの間に、アーニーとエリスはまた、最初の財宝である、銅貨3,000枚の入った箱を発見したが、運ぶにはあまりにも重く、子供達を強く無念がらせた。子供達が就寝した後、ガイギャックスはすぐにダンジョンの2層目の作成に取り組みはじめた。次のプレイセッションでは、アーニーとエリスにガイギャックスの友人達であるドン・ケイ、ロブ・クンツ、テリー・クンツらが合流した。
彼の最初のセッションからおよそ1か月後、ガイギャックスはダンジョンの近傍に、プレイヤーキャラクターが財宝を売り払ったり、休息場所を見つけることのできる場となるグレイホーク市を作成した。

## ホーム・キャンペーン（1972年～1979年）
ガイギャックスとアーンソンがTSRを通じてダンジョンズ&ドラゴンズのルールを開発して出版することに取り組んでいる間、ガイギャックスは個人的にグレイホーク城のダンジョンと近郊をデザインして友人や家族からなるサークルへの公開を継続し、彼らを新しいルールと構想のテストプレイヤーとして扱った。プレイヤー達が城と街の外の世界を探索し始めるにつれて、ガイギャックスは彼らのために他の地域や諸都市を作成した。プレイセッションが1週間に7回かそれ以上生じるという状態で、ガイギャックスは新たな世界全体の地図を作成するという時間も意向も持っていなかった（彼は自分の世界を単純に北米大陸の地図の上に書き、進行中の冒険を通じてゆっくりと情報が増大してゆくにつれて、そこに新たな都市や地域を書き込んだ）。グレイホーク市とグレイホーク城は、彼の出生地である実世界のシカゴの位置の近くに配置された（他の様々な場所はその周りに集中していた）。例えば、彼はグレイホーク市のライバルであるダイヴァース市を実世界でのミルウォーキーにあたる位置に配置した。

ガイギャックスは同じく、城の地下でダンジョンを発展させ続けた。彼がそれを完了する時までに、この複雑な迷宮は13階層となり、邪な罠、秘密の通路、腹を空かせたモンスター、輝かしい財宝で満たされていた。これらのオリジナルのグレイホーク・ダンジョンが詳しく出版されたことは全くないが、1975年にヨーロッパのファン雑誌である“Europa”の記事で概要を垣間見せたことがある：
D&Dのルールが出版される前に、「古グレイホーク城」は13階層のダンジョンを備えていた。1層目は部屋と回廊の単純な迷路だった。それは「参加者」が誰もかつてこのようなゲームをプレイしたことがないからだ。2層目は2つの独創的な事柄、ニクシーの住む水たまりと蛇の噴水があった。3層目は拷問部屋と小さな独房、監獄部屋を特徴とした。4層目は遺体安置所とアンデッドの階層であった。5層目は黒い炎の燃える奇妙な洗礼盤とガーゴイルを主題としていた。6層目は繰り返しの迷路で、多数の野生のイノシシがおり...不都合な場所あり、当然ながらふさわしい数のワーボアーに支援されていた。7層目は円形の迷路が主題であり、通路には多数のオーガがいた。8層目から10層目は洞窟と大洞窟の結合体で、トロール、巨大昆虫、輸送装置結合体とそれを守っている邪悪な魔法使い（と多くの強靭な仲間達）が特徴であった。11層目はこの城で最も強力な魔法使いの住居であった（彼はバルログを使用人としていた）。この階層の残りの部分は火星の白猿が住み着いており、それ以外の回廊下の副通路は財宝を持たない有毒生物でいっぱいであった。12層目はドラゴンで満たされていた。
最下層である13層目は、プレイヤーを「中国」に送り込む、逃れられない滑り台があり、落ちた者はそこから「野外の冒険」によって戻らねばならない。2層目から出現した、陰湿な傾斜通路による下方向への移動は頻繁に起こりえたが、知らないうちにこのような経路をたどる可能性は、7層目あるいは8層目まではそれほど大きくはなかった...

副階層には、絶えず互いに争いあっているオーク、ホブゴブリン、ノールの兵舎、博物館、巨大な闘技場、地底湖、巨人の住居、キノコの庭園が含まれる。
生きて最底部に到達した者は誰でも、このダンジョンを建設した狂気の建築家ザギグに会った（「Zagyg」は「Gygax」の逆読みの同音異義語であり、このダンジョンを設計した人物―ガイギャックス自身―が正気でないに違いない、というガイギャックスの仲間内の冗談であった）。かつてたった3人のプレイヤーが最底部に到達してザギグに会ったが、全員がソロ冒険中であった。それはロブ・クンツ（ロビラーで）、ガイギャックスの息子アーニー（テンサーで）、ロブの兄弟テリー（テリックで）である。彼らの報酬は、直ちに世界の遠い反対側へ送られることであり、そしてそこで各々は、グレイホーク市に戻るための長い単独の旅に直面した。テリックとテンサーは途中でロビラーに追い付くことに成功し、そして3人は一緒にグレイホークに戻る旅をした。
この時までに、20人以上のプレイヤー達がほとんど毎晩ガイギャックスの地下室に押し寄せ、そして彼らの冒険を計画するために必要な労力は、ガイギャックスの余暇の時間の多くを奪った。彼はプレイヤーとしてのロブ・クンツの創造力豊かなプレイに感銘を受け、ロブをグレイホークの共同ダンジョンマスターに指名した。これはガイギャックスが他のプロジェクトに取り組むことを可能にし、そして彼がゲームにプレイヤーとして参加する機会も与え、イラグやモルデンカイネンのようなキャラクターが作成された。
ロブ・クンツのダンジョンの余地を作るために、ガイギャックスは13層目の最底部を廃止し、ロブの作品をグレイホーク城のダンジョンに統合した。ガイギャックスとクンツは彼らのプレイヤー達のために新たな階層の作成を続け、1985年にグレイホークのホーム・キャンペーンが終わりに近づいた時までに、城のダンジョンは50層以上を含んでいた。

### ホーム・キャンペーンの重要なプレイヤーキャラクター
ガイギャックスとクンツのホーム・キャンペーンに参加したプレイヤー達の多くが臨時プレイヤーであり、自分のキャラクターに名前を付けないことさえ時折あったのに対し、遥かに頻繁にプレイするプレイヤーもおり、彼らのキャラクターの何人かは、グレイホーク・キャンペーンセッティングの出版前に、ゲーム世界内全体でよく知られるようになっていた。これらのキャラクター達の幾人かは、ガイギャックスが彼の様々なコラム、インタビュー、出版物で言及したため有名になった。別の事例では、ガイギャックスがゲームのために呪文を作成した時、彼は時折彼のホーム・キャンペーンの魔法使いキャラクター名を呪文名に真実味を加えるために使用した。例えば「メルフス・アシッド・アロー」で、メルフは彼の息子ルークが作成したキャラクターである。当時収録されたキャラクターの幾人かはグレイホークの代名詞となった：
マーリンド
ゲイリー・ガイギャックスの友人であるドン・ケイは、1972年にガイギャックスのグレイホーク・キャンペーンの2回目のセッションでマーリンドを作成した。ガイギャックスは後に、マーリンドが、プレイヤーがキャラクターに創造的な名前を付ける試みの最初のものであったことを回想した。初期の頃、ほとんどのプレイヤー（ガイギャックス自身を含む）が、単純に彼ら自身の名前のもじりをキャラクターの名前の基本に使用した（例えばGaryはYragなど）。他の架空の世界との相互交流は初期には普通の出来事であり、そしてこういったセッションの1つで、マーリンドはケイの好む設定であるアメリカの大西部に移されたことがある。マーリンドが最終的にグレイホークの世界に戻った時、彼は自分の6連発拳銃を一緒に持ち帰った。ガイギャックスは彼のグレイホーク設定では火薬の使用を許さなかったが、ドン・ケイのために抜け道を用意し、マーリンドが実は2本の魔法のワンドを所持しており、これは大きな音と共に小さいが致命的な飛び道具を発射できる、と裁定した。彼の名前は『アンアースド・アルカナ』に掲載されたアイテムである、「マーリンドのスプーン」に使用された。
ロビラー
ロビラーは、ロブ・クンツの所有するファイターであった。マーリンドと同様に、2回目のセッションのためにグレイホーク城の近くで作成された。1972年、ガイギャックス家の台所テーブル上での出来事であった。ガイギャックスはクンツにロビラーという名前を提案した（この名前はガイギャックスの短編小説「ザ・ノーム・キャッシュ」の端役にちなんでいた）。クンツは毎回出席するプレイヤーであったため、ロビラーは急速に力と所有物を手に入れた。グレイホーク市が作られた時から、彼はグレイホーク市にある緑竜亭の秘密の所有者となり、そこで彼はこの街で起こる出来事の監視を続けた。クンツは瞬く間に他のプレイヤー達とのプレイがもどかしくなり、しばしばガイギャックスと1対1で単独の冒険を行った。ロビラーは単にガイギャックスのグレイホーク・ダンジョンの13層目と最底部に最初に到達しただけではなく、途中で彼はまた9柱の半神達を解放する責任を負った（ガイギャックスが10年後に復活させた、グレイホーク最初の神格の幾柱か：アイウーズ、ラリシャズ、トライセリオン、エリスヌル、オリダマラ、ハイローニアス、セレスティアン、ヘクストア、オーバド・ハイ）。ロビラーはまた、ガイギャックスの「邪悪寺院」に最初に入り、それを完全に制覇した。ロビラーは、寺院の中心部で、女デーモンのザグトモイを牢獄から解放もした。クンツは後に、彼の傑作であるダンジョンが単独の冒険者に完全に破られたことにガイギャックスが狼狽し、罰として自分の城に戻るロビラーを軍勢が追跡し、彼は城を放棄せねばならなかった、と述べた。ロビラーはまた、緑竜亭の所有権も失った。
テンサー
テンサーは、ガイギャックスの息子アーニーが演じる魔法使いであった。グレイホークの最初期の頃、アーニーはしばしばロブ・クンツ（ロビラー）やテリー・クンツ（テリック）と共にゲームをした。ひところ、3人は自分達がグレイホーク・ダンジョンの下層部を略奪している間、彼らの忠実な手下達の勢力をあわせて、1層目への進入路を封鎖した。テンサーはグレイホーク・ダンジョンの13層目（そして当時の最底部）に到達した2人目のキャラクターとなり、そしてその時、彼はロビラーが行方不明であることに気付いており、彼を探していた。ゲイリー・ガイギャックスはテンサーの名前を2つの呪文名に含めた。「テンサーズ・フローティング・ディスク」と「テンサーズ・トランスフォーメーション」である。
テリック
テリック（TerikあるいはTeric）は、テリー・クンツによって作成されたキャラクターであった。テリックは、テンサー、ロビラーと3人でグレイホーク・ダンジョンの1層目を占拠した頃に、しばしば共に冒険をおこなった。テリックがロビラーとテンサーの行方不明に気付き彼らの捜索に向かった時、ガイギャックスのオリジナルなグレイホーク・ダンジョンの最下層に到達した3人目の、そして最後のキャラクターとなった。
エラックの従兄弟
ゲイリー・ガイギャックスの息子アーニーは当初、彼がエラックと呼ぶキャラクターを持っていた。後に、彼は個人的な課題のために彼の背景の一部として、自分自身をエラックの従兄弟と名乗る、名を明かすことを拒む魔法使いを作成した。ゲイリー・ガイギャックスは、アーニーがエドガー・ライス・バローズの火星シリーズを好んでおり、そしてかつてエラックの従兄弟をバルスームに似た火星（そこの住人達は、魔法使いが魔法を使うことを嫌った）に送ったことがあるのを知っていた。エラックの従兄弟は、その代わりにファイターとなることを強いられ、二刀流でうまく戦う術を学んだ。やがて彼はオアースにテレポートで戻ることができたが、彼が2振りの首斬りの剣を手に入れた時、ロブ・クンツとゲイリー・ガイギャックスは彼が強力になりすぎたと決め、彼をデーモンの手中に誘い込んだ。デーモンは彼を別の次元界に捕らえ、そこでは首斬りの剣から魔力が吸い出され、破壊された。
イラグ
ガイギャックスがクンツを共同DMにした後、このファイターはガイギャックスの最初のキャラクターとなり、彼はしばしばイラグの様々な冒険について、コラムやインタビューで言及した。イラグ（Yrag）は、単純にゲイリー（Gary）の逆読みである。
モルデンカイネン
これは恐らくガイギャックスの最も有名なキャラクターであり、また彼のお気に入りでもあった。モルデンカイネンは1973年の初め頃に作成され、彼の名前はフィンランド神話から引用された。しばしばクンツをDMとした絶え間ないプレイにより、ガイギャックスはモルデンカイネンを強力なキャラクターに成長させた。ガイギャックスは、ただモルデンカイネンが「二十数レベル」であると述べるのみで、彼が正確にどのくらいの力を持つのかは明らかにしなかった。彼がモルデンカイネンを最後に使った数年後でさえ、彼はモルデンカイネンの力と所有物のいずれも明かさなかった。第1版の様々な呪文に彼の名前が冠されている。例えば「モルデンカイネンズ・フェイスフル・ハウンド」、「モルデンカイネンズ・リュキュブレイション」、「モルデンカイネンズ・ソード」などである。
ビグビー
ビグビーは、ロブ・クンツのグレイホーク・ダンジョンにおける、低レベルの悪の魔法使いであるノンプレイヤーキャラクターとして世に出た。ゲイリー・ガイギャックスは、モルデンカイネンをプレイしている時に彼を服従させることに成功し、ビグビーに手下になることを強制した。長い時間といくつかの冒険の後に、モルデンカイネンはビグビーが悪の道から離れるよう説得することに成功し、そしてクンツはビグビーが敵から忠実な手下に変貌し、そのためガイギャックスがビグビーをプレイヤーキャラクターとして引き継ぐことができる、と裁定した。その後、ガイギャックスはビグビーをモルデンカイネンに次いで2番目に力のある魔法使いに成長させ、そして彼の名前を一連の「ハンド」系呪文を記述するのに使用した（例えば「ビグビーズ・クラッシング・ハンド」、「ビグビーズ・グラスピング・ハンド」など）。このしばらく後に、ロブ・クンツはモルデンカイネンの未来の部下の名前は全て、ビグビーと韻を踏まねばならない、と裁定した。この結果、ドワーフのジグビー、クレリックのリグビー、ファイターのシグビー・グリグビーソン、ビグビーの弟子ニグビー、ビグビーの代わりにモルデンカイネンの新たな弟子となったディグビーなどがもたらされた。
メルフ
メルフはゲイリー・ガイギャックスの息子ルークによって作成されたエルフのキャラクターである。ルークが彼のエルフの能力値を振り、キャラクターシートにその他の事項まで書き込んだ後、彼は自分の新キャラクターに付けるべき名前を思い付くことができず、単純にキャラクターシートの先頭に書かれていたものを使った。M Elf（これは、男のエルフ[male elf]の意）。ゲイリー・ガイギャックスは、メルフの名前を「メルフス・アシッド・アロー」の呪文に借用した。
レアリー
レアリーは、ブライアン・ブルームによって作成された魔法使いで、3レベルに到達するまでの間だけプレイされた。その時点でブルームは、そのキャラクターを「中くらいのレアリー」と呼ぶことができるという目標を達したため、彼を引退させた。ガイギャックスは呪文の「レアリーズ・ニーモニック・エンハンスメント」や「レアリーズ・テレパシック・ボンド」に彼の名前を借用した。
オットー
オットーは、ビグビーのように、グレイホーク・ダンジョンにおける悪のノンプレイヤーキャラクターである魔法使いとして世に出た。テンサーとロビラーは戦闘で彼を倒し、どちらを主人にするか選択の機会を与えられた時、オットーはロビラーに仕えることを選択し、それによってロビラーの創作者であるロブ・クンツによって管理されるキャラクターとなった。その後、オットーは、ロビラーによるテンプル・オブ・エレメンタル・イーヴルの破壊を含む、ロビラーの数多くの冒険に同行した。ゲイリー・ガイギャックスはオットーの名前を「オットーズ・イレジスティブル・ダンス」に借用した。
ドローミジ
ドローミジは、ジム・ウォードによって作成された魔法使いである。ドローミジ（Drawmij）は、単純に彼の名前（Jim Ward）の逆読みである。ガイギャックスは、彼の名前を魔法の呪文である「ドローミジズ・インスタント・サモンズ」に借用した。
八者の円
グレイホーク・ホーム・キャンペーンのガイギャックス自身のキャラクター達が、合計すると使い切れないほどの充分の富と、大抵の国家の軍勢に匹敵し得る常備軍両方を蓄積した時点で、彼はキャラクター8人全員―モルデンカイネン（ウィザード）、イラグ（ファイター）、ビグビー（ウィザード）、リグビー（クレリック）、ジグビー（ドワーフ）、フェルノリス（エルフ）、ヴラム（エルフ）、ヴィン（エルフ）―を集め、「八者の円」とした。彼らの資産を共同利用して、ガイギャックスは八者が邪悪な土地の真ん中に要塞を建設し、彼らが冒険を探して遠方まで旅しなくても済むようにしたゲーム内時間で3年後、八者の円と彼らの軍勢が収容された八角形の城である、黒曜石要塞が完成していた。

### グレイホークで最初の事例集

#### オアースに関する最初の言及
1976年6月に出版されたドラゴン誌創刊号で、ガイギャックスが第1章を書いた連載短編小説「ザ・ノーム・キャッシュ」の注釈で、物語の舞台であるオアースは、地形の点で地球に非常に良く似ている、としていた。

#### グレイホークの最初の神格
ガイギャックスが、彼のホーム・キャンペーンの最初の数年間で扱わなかった文化の一側面が、宗教であった。彼のキャンペーンは主としてより低経験レベルのキャラクター達による必要性を中心に構築されており、神格と低経験レベル・キャラクターの直接の対話は滅多に起こり得そうもないことから、ガイギャックスは特定の神格が必要であるとは考えなかった。彼のプレイヤー達の幾人かは、緊急に必要な場合はオーディンやゼウスのような古スカンジナビアやギリシャの神の名、あるいはコナンに登場するクロムさえ挙げて、自分の手で問題を解決してきた。しかしながら、プレイヤー達の内幾人かは、クレリックが「神々」ほど曖昧でない存在から自分達の力を授かることができるように、特定の神格を創作してパンテオンを形成することをガイギャックスに望んだ。ガイギャックスは冗談で2柱の神格を創作した。聖カスバート（非信者を棍棒で殴打し、自分の主張を受け入れさせる）とフォルタス（その狂信的な信者達は、他にも神格がいることを頑なに信じようとしなかった）である。これらの神格は両方とも善の側を代表したので、いくらかの悪事を用意するために最終的に少数の悪の神格を創作した。
ドラゴン誌の2号に掲載された「ザ・ノーム・キャッシュ」の第2章で、聖カスバート（St. Cuthburtと綴られた）の聖堂が言及され、それがグレイホークの神格に関する初めての出版された資料となった。

#### 最初のグレイホーク小説
1976年に、ガイギャックスはサイエンスフィクション/ファンタジー作家であるアンドレ・ノートンに、ダンジョンズ&ドラゴンズで自分のグレイホーク世界をプレイするよう誘った。ノートンはその後、現実世界からグレイホークに入り込んだゲーム愛好家のグループを描いた「クアグ・キープ（Quag Keep）」を書いた。これはグレイホーク・セッティングを（少なくとも部分的には）舞台とした最初の小説であり、「オールタネイティブ・ワールズ」によると、「D&D」に基づいた最初の小説ですらあるとのことである。「クアグ・キープ」は単行本の発売直前に、ドラゴン誌12号（1978年2月）に抄録された。

#### TSRによって出版された最初のグレイホークの冒険
1976年～1979年にかけて、ガイギャックスがTSRのダンジョンズ&ドラゴンズの冒険のいくつかをグレイホーク世界に設定したため、他のゲーマー達に彼のホーム・キャンペーンの情報をいくらか提供した:。
- ロスト・カバーンズ・オブ・ソーコンス（1976年）、1982年にS4 ロスト・カバーンズ・オブ・ソーカンス（英語版）として再出版された。
- S1 トゥーム・オブ・ホラーズ（1978年）
- G1 ステーディング・オブ・ザ・ヒル・ジャイアント・チーフ（英語版）（1978年）[81]
- G2 グレイシャル・リフト・オブ・ザ・フロスト・ジャイアント・ヤール（英語版）（1978年）[81]
- G3 ホール・オブ・ザ・ファイアー・ジャイアント・キング（英語版）（1978年）[81]
- D1 ディセント・イントゥ・ザ・デプスス・オブ・ジ・アース（英語版）（1978年）[81]
- D2 シュライン・オブ・ザ・クオ=トア（1978年）[81]
- D3 ボールト・オブ・ザ・ドロウ（英語版）（1978年）[81]
- T1 ザ・ビレッジ・オブ・ホムレット（英語版）（1978年）

その他に、ローレンス・シックは1979年のTSR製の冒険、S2 ホワイト・プルーム・マウンテンをグレイホークに設定した。

## 「ザ・ワールド・オブ・グレイホーク」フォリオ版（1980年）
1975年に、ガイギャックスとクンツは「サプリメント1：グレイホーク」と呼ばれる小冊子を出版した。これは「フォリオ」と呼ばれる2つ折り本であり、グレイホーク・キャンペーンでの彼らのプレイ経験に基づいた、ダンジョンズ&ドラゴンズの拡張ルール集であった。これにはグレイホーク・ダンジョンで開発された新たな呪文とキャラクター・クラスを詳述していたが、グレイホーク・キャンペーン世界に関する情報は記載されていなかった。グレイホークに対する参照は、「巨大な石の顔、グレイホークの謎」という題のダンジョンの回廊に大きな石製の頭が置かれているイラストと、ダンジョンの2層目に存在する、蛇を数限りなく噴出する噴水に関する言及のたった2つだけであった。2004年に出版された「30イヤーズ・オブ・アドベンチャー：ア・セレブレーション・オブ・ダンジョンズ&ドラゴンズ」では、ガイギャックスのグレイホーク・キャンペーンに関する詳細はその小冊子で1975年に公表されたが、ガイギャックスは、ダンジョンズ&ドラゴンズの新たなプレイヤー達は他の誰かが作ったものより彼ら自身で創造した世界を使いたいであろう、と信じていたため、1975年頃はまだグレイホーク世界の詳細を出版する気はなかった、と示唆した。さらに、彼は自分のプレイヤー達のために既に作成していた全ての資料を出版することを望まなかった。彼はそれに費やした何千時間ものかなりの投資を取り返すことはできそうもない、そして彼の秘密が自分のプレイヤー達に明らかになってしまうため、その後彼は彼らのために新たな世界の創造を強いられるであろう、と考えていた。
1978年の「AD&Dプレイヤーズハンドブック」の発売と共に、多くのプレイヤー達が「テンサーズ・フローティング・ディスク」、「ビグビーズ・クラッシング・ハンド」、「モルデンカイネンズ・ディスジャンクション」のような、魔法の呪文とグレイホークのキャラクター達との関係に興味をそそられた。「AD&Dダンジョンマスターズガイド」、同じくグレイホーク城のダンジョンに関する参考書が作成され、翌年に発売された。プレイヤーの好奇心は、1976年から1979年の間に出版された、グレイホークを背景設定とする10冊のモジュールによって更にかき立てられた。ドラゴン誌におけるガイギャックスの連載コラムのいくつかが、同じく彼のホーム・キャンペーンの詳細と、彼の世界に住まうキャラクター達について言及した。ガイギャックスは、プレイヤー達が彼らのキャンペーン世界としてグレイホークを使用したがっていることを知り、驚いた。

### 地理の展開
これに応えて、ガイギャックスは自分の意見を変え、彼は自分の私的なキャンペーン世界を、いくつかの重要な変更を加えた上で出版することを決めた。彼自身の作った地図（単純に実際の地球の地図上に彼の都市、街、地域を書き込んだもの）は使用せず、オアースと呼ばれる新たな世界を創造することを彼は決定した。ガイギャックスは、「あなたがブルックリン出身であるかのように"Oi-th"を発音してみること。これが私がそれを言う時の発音だ。これはファンタジー世界をあまりにもまじめに受け止める人全員を悩ませる」と冗談を言った。ガイギャックスが惑星全体を大まかに描いた時、彼は自分の最初の努力を世界の小さな片隅に集中することに決めた。オアースの半球の1つはオアリクと呼ばれる巨大な大陸によって占められていた。ガイギャックスはTSRの印刷所に、取り扱える最大の用紙サイズを問い合わせた。答えは34インチ×22インチ（86cm×56cm）であった。彼は自分が望む縮尺を使用すると、その用紙2枚でオアリク大陸の北東の隅を収めることができるだけであることに気付いた。故に彼は、オアース全土の1／4にも満たない、自分の地図で示したオアリク大陸東端部の詳細情報を集中的に準備することに全力を注いだ。
ガイギャックスは各々の国／地域に関する最も基本的な解説のみを行った；彼はDM達が彼ら自身のキャンペーンに不可欠なものとするために、このセッティングをカスタマイズするであろうと考えたのである。地理的な設定に関しては、キャンペーンセッティングに柔軟性を与えるために、彼の地図には極寒の荒野、砂漠、温帯林、熱帯ジャングル、巨大な山系、海辺と大洋、河川、群島、火山などが含まれていた。彼はグレイホーク市とグレイホーク城を地図のほぼ中心、レイク・ジェニーバにある彼の自宅とだいたい同様の温和な気候を持つであろう地域に配置した。彼の古い地図上でグレイホーク市を取り巻いていた他の地域については、いくつかは比較的にグレイホーク市に近いまま配置された。例えば、ダイヴァース、ハードバイ、グレイホーク間のライバル関係はガイギャックスのキャンペーンの特徴であったため、その3都市は互いに近隣に配置された。しかしながら、他の地域の多くは、もっと遠方に移動され、新しい地図上に四散させられた。ガイギャックスは同じくずっと多くの新たな地域、国家、都市を加え、国の数は60に至った。
地理的な、そして政治的な場所の全てに独創的な名前を必要として、ガイギャックスは時折、友人や知人の名前を基にした言葉遊びを使った。例えば、ペレンランドは、ガイギャックスと『チェインメイル』のルールを共同執筆したジェフ・ペレンにちなんでいる。アーンスト（Urnst）はアーンスト（Ernst、彼の息子アーニー）の異形同音異義語である。シンディはガイギャックスの別の子供であるシンディーの異形同音異義語に近いものであった。ガイギャックスが作った見本地図から、レイク・ジェニーバ在住のフリーランスの芸術家ダーリーン・ペクルが、6角形マス目上にフルカラーの地図を展開した。ガイギャックスは最終結果に満足していたため、自分のグレイホーク・ホーム・キャンペーンを、新たに彼が作成した世界に速やかに切り替えた

### 歴史と政治の展開
ガイギャックスは、混沌と悪が優勢であり、勇敢な英雄が必要とされる手に負えない場所を作り始めた。彼の世界がどのようにしてこの状態に至ったのかを説明するために、彼は千年に渡る歴史の概要を書いた。軍事史マニアとして、彼は文化的侵略の波の概念（例えばグレートブリテン島のピクト人はケルト人に侵略され、ケルト人は今度はローマ人に侵略された）に非常に精通していた。ガイギャックスの世界の歴史にそれと類似した傾向を与えるために、彼は自分のキャンペーン開始の一千年前、この大陸の北東端はフラン人と呼ばれる平和的だが原始的な民族が占めており、彼らの名前がオアリク大陸のこの地域、フラネスの語源となった。当時、フラネスから遥か西方で、2つの民族、バクルーニー人とスエル人が戦争を行っていた。戦争は、両陣営がお互いを壊滅させるためにそれぞれが強力な魔法を使用した時に最高潮に達し、この事件は双子の災厄と呼ばれた。この大惨事による難民は自分達の国を捨てざるを得なくなり、スエル人はフラネスを侵略し、フラン人は大陸の外縁部に逃げざるを得なかった。数世紀後、新たな侵略者であるオアリディアン人が現れ、彼らはスエル人を南方に追いやった。オアリディアン人の一部族であるエアディ族が帝国を打ち立て始めた。数世紀後にエアディの大王国は、フラネスの大部分を支配した。エアディの大王達は新たな暦、共通歴(CY)を、彼らが永久の平和を樹立したと信じた時を元年として開始した。しかしながら、数世紀後、帝国は退廃的になってゆき、彼らの支配者達は健全さを失って悪に転向し、彼らの国民を奴隷状態とした。アイヴィッド5世大王が王位に立った時、虐げられた民は反逆した。
ガイギャックスがワールド・オブ・グレイホークを設定したのは、この時点、CY576年のことである。ガイギャックスは彼の「ワールド・オブ・グレイホーク」フォリオ版に「フラネスの現在の状況は混迷を極めている。人類は孤立主義の国々、無関心な国々、悪の国々、善のために奮闘する国々に分裂した」と書いた。ガイギャックスは、CY576年を各ホーム・キャンペーンの共通の開始時点と考えたため、フォリオ版で公開された情勢に対して、毎月あるいは毎年の更新を行わなかった。それぞれが自身の速さでキャンペーンを進めているであろうため、全てのダンジョンマスターに対して適切であろう更新を公表するための現実的な方法がなかった。
ガイギャックスはまた、様々なプレイヤー達が、彼の世界を異なる理由のために使用するであろうことを認識していた。彼は自分のホーム・キャンペーンのダンジョンマスターであった時、自分のプレイヤー達は政治よりもダンジョン探索により関心を持っていたことに気付いた。しかし、ガイギャックスが役割を変えてプレイヤーになったとき、ロブ・クンツをダンジョンマスターとしてしばしば1対1でプレイし、彼は自分のキャラクター達で政治と大規模戦闘に没頭した。いくらかのプレイヤーは彼らのキャンペーンの拠点にする街を探しており、他の人々は政治と戦争に興味を持っていると言うことを知っており、ガイギャックスは各地域と民族、その支配者の称号、その民族の人種的性質、その資源と主要都市、同盟者と敵などの、可能な限りの詳細な情報を盛り込もうと試みた。
彼が様々な地理的、政治的、種族的設定を作成したのと同様の理由で、彼は同じくいくらかの善、いくらかの悪、いくらかの未決着の地域と共に世界を構築しようと努力した。彼はいくらかのプレイヤーが、主として善の国でその国に仇なす悪と戦う時に最も楽しむことを感じていた。他の者は悪の国に参加することを望むかもしれない。また別の者達は中立の姿勢を取り、善悪両方の勢力から金と財宝を徴集しようとするかもしれない。

### 出版
TSRは本来、「ザ・ワールド・オブ・グレイホーク」（TSR9025）を1979年早々に出版するつもりであったが、それは1980年8月まで発売されなかった。ザ・ワールド・オブ・グレイホークは32ページのフォリオ（初版は後の版と区別するためにしばしば「ワールド・オブ・グレイホーク・フォリオ」と呼ばれる）と、フラネスの34インチ×44インチ（86cm×112cm）の2枚分割カラー地図が同梱されていた。論評者達は一般に感銘を受けたが、若干名は、悪名高いグレイホーク城のダンジョンに関する記述と、グレイホーク特有の諸神格のパンテオンに関する記述がないことに意見を述べた。

## 版間期（1980年～1983年）
フォリオ版が発売される以前、ガイギャックスはTSRのドラゴン誌で不定期連載をしていた彼のコラム「フロム・ザ・ソーサラーズ・スクロール」使って、補足情報を公表することを計画していた。
1980年の5月号で、ガイギャックスは彼の新たな「ザ・ワールド・オブ・グレイホーク」フォリオ版の開発に関する概観を即座に掲載した。大規模な軍勢の用兵を計画しているプレイヤーのために、彼は自分のホーム・ゲームから、グレイホークで著名な幾人かのキャラクター達（ビグビー、モルデンカイネン、ロビラー、テンサー、エラックの従兄弟）に指揮された私的軍勢の詳細を掲載した。ガイギャックスは、彼が監修するグレイホークの出版物のいくつかの計画についても言及した。グレイホーク市の大縮尺の地図、グレイホークを舞台とするいくつかの冒険モジュール、フラネス以外の地域の補足地図、グレイホーク城ダンジョンの全50層、ミニチュア軍勢戦闘ルール。これらの計画の内、少数の冒険モジュール以外は、いずれもTSRから出版されることはなかった。
ガイギャックスは本来、ドラゴン誌での定期連載ですぐにより多くのグレイホークに関する詳細情報を発表するつもりであったが、他の計画が持ち上がり、それはドラゴン誌1981年8月号のレン・ラコフカのコラム「レオムンズ・タイニー・ハット」まで行われず、その記事ではキャラクターの出生地と母語を決定する方法が概説された。ガイギャックスは、グレイホークの主要種族の身体的外観に関する補遺を付け加えた。1981年11月号で、ガイギャックスは民族性に関する更なる詳細と、服装の様式を提示した。
1982年12月号で、デイビッド・アクラーはグレイホークの世界中で天候を決定する方式を寄稿した。ガイギャックスは、天候決定のために14もの表を参照するこの方式はあまりにも面倒だと考え、自分のホーム・キャンペーンでは個人的に使用しなかった、と後に述べた。

### 各政体に関する追加情報
フォリオ版は32ページに過ぎず、各地域に関する情報は1つか2つの短い段落に要約されていた。ガイギャックスは、一部のプレイヤーが、各地域の動機付けと願望、そして周囲の地域との相互関係の歴史に関する、より詳細な情報を必要としていることを実感した。これを念頭に置いて、ガイギャックスはドラゴン誌において各地域のより長い解説を発表することに決めた。最初の2つの記事は、17の地域を扱っており、1981年12月号と1982年1月号に掲載された。他の多くのTSRのプロジェクトにおけるガイギャックスの関与のために、彼はこのプロジェクトを完成させる責務をロブ・クンツに引き渡し、クンツは残りの43地域を1982年3月号、1982年7月号、1982年9月号で扱った。

### グレイホークの諸神格
ドラゴン誌1982年8月号で、ガイギャックスはグレイホーク世界の非人間種族による崇拝のために、以前に出版された「ディーアティーズ・アンド・デミゴッズ」からの神格をグレイホークに適合するように改造する方法への助言を提示した。数か月後に、彼はグレイホーク世界の人間達のために専用の諸神格のパンテオンを概説した5部からなる記事を、ドラゴン誌の1982年11月号から1983年3月号までで発表した。ガイギャックスによるグレイホークの最初の神格である聖カスバートとフォルタスに加えて、彼は17柱の神格を掲載した。このキャンペーンセッティングの後の版ではこれらの諸神格の大半が特定の人種によって崇拝されるよう割り当てられることになるが、この時点では彼らは一般にフラネスの全ての人間達に崇拝されている、と設定された。
フォリオ版発売の直後に、TSRはアメディオジャングルのオーマン人にプレイヤーを親しませることを意図してデザインされた冒険モジュール、C1「ザ・ヒドゥン・シュライン・オブ・タモアカン」を発売した。主にアステカとインカの文化に基づいており、この冒険は最初に出版されたグレイホーク・キャンペーンの神格を紹介した。ミクトランテクートリ、死、暗闇、殺人、あの世の神格。テスカトリポカ、大洋、月、夜、策略、裏切り、稲妻の神格。ケツァルコアトル、空気、鳥、蛇の神格。しかしながら、フラネスのこの地域は後のいかなるTSR製の冒険あるいは原資料にも記載がなく、これら3柱の神格は主要なパンテオンから孤立したまま、ほぼ20年以上も放置され続けた。

### グレイホークのノンプレイヤーキャラクター
ドラゴン誌の1983年3月号には、4人の独特なグレイホークのキャラクターが詳しく紹介された記事が掲載された。最初の2人は「準神」―ヒュアードとキオトム―は既にガイギャックスによってノンプレイヤーキャラクター（NPC）として作成されていた。3人目はマーリンドで、ガイギャックスの少年時代からの友人であったドン・ケイが1975年の早すぎる死の前に作成したキャラクターであった。4人目はケラネンという名の英雄神で、「力の進歩の原則」を例証するために作られた。

### フォリオ版出版後のTSR製のグレイホーク冒険
フォリオ版出版以前にTSRによって出版された10の冒険は、その内9つがガイギャックスの執筆したものであった。しかしながら、ガイギャックスのキャンペーン世界に関する新情報が明らかになったことと、これを「ダンジョンズ&ドラゴンズ」の中核にしたいというTSRの要望は、新たな著者達が彼らの冒険をグレイホークを舞台とすることを促進した。これにより、ガイギャックスがますます会社の他の分野の仕事に忙しくなっていったという事実と併せ、フォリオ版が出版されてから2年で17のグレイホーク冒険が出版されたが、ガイギャックスが執筆あるいは共同執筆したものはそのうちのたった4つとなった。
- S3 エクスペディション・トゥ・ザ・バリアー・ピークス（英語版）（ゲイリー・ガイギャックス、1980年）
- A1 スレイブ・ピッツ・オブ・ジ・アンダーシティ（英語版）（デイヴィッド・クック、1980年）
- A2 シークレット・オブ・ザ・スレイバーズ・ストッケイド（英語版）（ハロルド・ジョンソン&トム・モルドヴェイ、1981年）
- A3 アソールト・オン・ジ・エアリー・オブ・ザ・スレイブ・ローズ（英語版）（アレン・ハマック、1981年）
- A4 イン・ザ・ダンジョンズ・オブ・ザ・スレイブ・ローズ（英語版）（ローレンス・シック、1981年）
- Q1 クイーン・オブ・ザ・デーモンウェブ・ピッツ（英語版）（デイヴィッド・C・サザーランド3世&ゲイリー・ガイギャックス、1980年）)[81]
- C1 ザ・ヒドゥン・シュライン・オブ・タモアカン（英語版）（ハロルド・ジョンソン&ジェフ・R・リーソン、1980年）
- C2 ザ・ゴースト・タワー・オブ・インバーネス（英語版）（アレン・ハマック、1980年）
- I1 ドゥエラーズ・オブ・ザ・フォービドゥン・シティ（英語版）（デイヴィッド・クック、1981年）
- L1 ザ・シークレット・オブ・ボーン・ヒル（英語版）（レナード・ラコフカ、1981年）
- U1 シニスター・シークレット・オブ・ソルトマーシュ（英語版）（デイヴ・ブラウン&ドン・ターンブル、1981年）
- U2 デインジャー・アット・ダンウォーター（英語版）（デイヴ・ブラウン&ドン・ターンブル、1982年）
- N1 アゲンスト・ザ・カルト・オヴ・ザ・レプタイル・ゴッド（英語版）（ダグラス・ナイルズ、1982年）
- WG4 ザ・フォガットゥン・テンプル・オブ・タリズダン（英語版）（ゲイリー・ガイギャックス、1982年）
- S4 ロスト・カバーンズ・オブ・ソーカンス（英語版）（ゲイリー・ガイギャックス、1982年）本来「ロスト・カバーンズ・オブ・ソーコンス」として1976年に出版された。
- U3 ザ・ファイナル・エネミー（英語版）（デイヴ・ブラウン&ドン・ターンブル、1983年）
- L2 ジ・アサシンズ・ノット（英語版）（レナード・ラコフカ、1983年）

1981年に、TSRはまた「大型モジュール」のD1-2 ディセント・イントゥ・ザ・デプスス・オブ・ジ・アースとG1-2-3 アゲンスト・ザ・ジャイアンツを出版した。両方とも以前に出版されたモジュールの再編集版で、それぞれ前者はドロウ・シリーズ、後者はジャイアント・シリーズが結合されていた。
フォリオ版の出版以降、多数のプロジェクトがこのセッティングにより多くの深みと細目を加えるために計画されたが、それらのプロジェクトの多くは実現しなかった。

## 「ワールド・オブ・グレイホーク」ボックスセット（1983年）
1983年、TSRは「ワールド・オブ・グレイホーク」キャンペーン世界の拡張されたボックスセットを出版し、これは他の版と区別するために、通常「グレイホーク・ボックスセット」と呼ばれる。ゲームデザイナーのジム・バンブラによると、「この第2版は第1版に比して非常な大冊で、ワールド・オブ・グレイホークをより詳細な、そして活気に満ちた環境にすることに取り組んだ」。この版は元の版に比べてページ数は4倍の128ページとなり、極めて多くの詳細情報が盛り込まれた。主要な追加の1つが、諸神格のパンテオンであった。ガイギャックスがドラゴン誌の記事で概説した19柱に加え、その他に31柱の新たな神格が追加されたが、この中で能力や崇拝者の含まれた完全な記事を書かれたのは3柱のみであった。これにより、グレイホークの諸神格の数はちょうど50柱となった。これ以降の8年間、グレイホークは主にこの出版物の情報によって定義された。

## ボックスセットの出版以降（1984年～1985年）
「ワールド・オブ・グレイホーク」の出版は、ガイギャックスのオアースに対する構想の第1段階であった。続く数年間に渡って、彼はオアリク大陸の別の地域―各々の新たな地域には歴史、地理、政治に関して、すでにフラネスに対して行ったのと同等の詳細な解説を施して―を明らかにすることを計画した。ガイギャックスは、オアースのもう1つの半球についても、自分の個人的な覚書に地図を書いていた。このうちの一部はガイギャックスの仕事であろうが、レン・ラコフカとフランソワ・フロワドヴァルもまた、ガイギャックスがオアース上に配置することを望んだ素材を作成した。TSRの当時のクリエイティブ・コンサルタントであったフランク・メンツァーは、彼のホーム・キャンペーン設定である「アクアリア」を背景としたRPGAトーナメント冒険を4つ執筆した（TSRによってRシリーズ・モジュールの最初の4つとして出版された。R1 トゥ・ジ・エイド・オブ・ファルクス、R2 インベスティゲイション・オブ・ハイデル、R3 ジ・エッグ・オブ・ザ・フェニックス、R4 ドクズ・アイランド）。メンツァーは、それらが新たな「アクア=オアリディアン」キャンペーンの最初の部分となり、フラネスを除くオアース上のどこかに配置されることを想定していた。
しかしながらこの時には、ガイギャックスは土曜朝のD&Dのアニメ・シリーズの台本をチェックするためと、「D&D」映画の契約を獲得するために、ハリウッドに半恒常的に詰めていた。単にガイギャックス自身のグレイホークに関連する資料の製作量が大幅に減少していただけではなく、会社はその焦点と資源をグレイホークから、「ドラゴンランス」と呼ばれる新たなキャンペーンセッティングに移行させ始めていた。
TSRがクリンの世界を展開し定義づけることに集中するにつれて、ドラゴンランス・シリーズのモジュールと小説の成功が、ワールド・オブ・グレイホーク・セッティングを傍流に追いやる原因となった。1984年にドラゴンランス・セッティングが出版された時に、その成功に寄与した要因の1つが、トレイシー・ヒックマンとマーガレット・ワイスによる同時に進行された小説シリーズである。ガイギャックスはグレイホークを舞台とした小説が彼のキャンペーン世界に同様の利益をもたらすことができるのを悟り、「グレイホーク・アドベンチャーズ」というシリーズ名の下で第1作目の小説、「サーガ・オブ・オールド・シティ」を執筆した。主役はゴード・ザ・ローグで、この最初の小説は、彼がグレイホーク市のスラム街から身を興して世界的旅行者と並外れたシーフとなるまでを語った。この小説は、フラネスの様々な諸都市や国々の民族や社会的習慣に関する多彩な詳細を提供することにより、ボックスセットの販売を促進するために企画された。
「サーガ・オブ・オールド・シティ」が1985年11月に発売される以前に、ガイギャックスは続編である「アーティファクト・オブ・イーヴル」を執筆した。彼はまた短編小説「アット・ムーンセット・ブラックキャット・カムズ」を執筆し、1985年8月のドラゴン誌100号特別号に掲載された。これは、「サーガ・オブ・オールド・シティ」の発売予定が公表される直前に、ゴード・ザ・ローグをゲーム愛好家達に紹介することとなった

### グレイホークのモジュール
グレイホーク・ボックスセットが発売された後の2年間で、TSRはグレイホークを舞台とした8つの冒険を出版した。その内5つはガイギャックスが執筆あるいは共同執筆し、他の3つはTSRの英連合王国事業部が作成した。
- EX1 ダンジョンランド（英語版）（ゲイリー・ガイギャックス、1983年）
- EX2 ランド・ビヨンド・ザ・マジック・ミラー（英語版）（ゲイリー・ガイギャックス、1983年）

EXシリーズの冒険は両方とも、名目上はグレイホークに設定されているが、別の物質界に次元間の門を通じてキャラクターを移送するものであった。
- UK1 ビヨンド・ザ・クリスタル・ケイブ（英語版）（デイヴ・ブラウン、トム・カービイ、グレイム・モリス（英語版）、1983年）
- UK2 ザ・センチネル（英語版）（グレイム・モリス、1983年）
- UK3 ザ・ガントレット（英語版）（グレイム・モリス、1984年）
- WG5 モルデンカイネンズ・ファンタスティック・アドベンチャー（英語版）（ロブ・クンツ&ゲイリー・ガイギャックス、1984年）
- WG6 アイル・オブ・ジ・エイプ（英語版）（ゲイリー・ガイギャックス、1985年）
- T1-4 テンプル・オブ・エレメンタル・イーヴル（英語版）（ゲイリー・ガイギャックス&フランク・メンツァー、1985年）

### ドラゴン誌の記事
1983年から1985年の間で、グレイホーク世界に関する唯一の注目に値する補足情報は、ドラゴン誌の1984年6月号から10月号までと12月号に掲載されたレン・ラコフカによる5部からなる記事で、ボックスセットで短く触れられていたスエルの諸神格を詳説したものであった。1984年12月号で、ガイギャックスは非人間種族のクレリックについて言及し、24柱の亜人間と人型生物の諸神格を示し、ドラゴン誌1982年7月号で既に発表されていたものが、この時グレイホークに認められた。これにより、グレイホークの諸神格は50柱から74柱に増加した。
ドラゴン誌1985年8月号に掲載されたガイギャックスの「ゴード・ザ・ローグ」の短編小説までに、それらの記事以外は他の3つの号で、ついでに触れられただけであった。ガイギャックスはそれから1985年9月号でボックスセットのエラッタを若干提示し、それがそのほぼ2年間でのドラゴン誌におけるグレイホークに関する最後の投稿となった。

### ガイギャックスの撤退
ボックスセット発売の直後、ガイギャックスは自分がハリウッドに赴いていた間にTSRが深刻な資金難に陥っていたことに気付いた。ガイギャックスはレイク・ジェニーバに戻り、TSRの財務基盤を健全な状態に戻すことに成功した。しかしながら、TSRの未来に関する異なる構想が社内に権力闘争を引き起こし、ガイギャックスは1985年12月31日付けでTSRから追放された。
TSRとガイギャックスの和解条件によって、彼は「ゴード・ザ・ローグ」と、イラグやザギグのような彼の名前の綴り替えや彼自身の名前の別版の名前を持つダンジョンズ&ドラゴンズの全てのキャラクターの権利を得た。しかしながら、彼はグレイホークの世界と彼がかつてTSRの商品で使用したことのある他の全てのキャラクターの名前を含む、作品に関するその他の全ての権利を失った。

## ガイギャックス不在のグレイホーク（1986年～1987年）
ガイギャックスがTSRを去った後、グレイホークの継続的な展開は創造的な精神を持つ多くの著者達の仕事となった。惑星全体を開発するというガイギャックスの計画を引き継ぐのではなく、このセッティングはフラネス外に拡大されることはなく、他の著者達の作品もオアリク大陸の未踏査の地域に関連付けされることはなかった。ガイギャックスによると、TSRの受託責任がグレイホークを彼の構想とは非常に異なる何かに変えてしまった、とのことである。
1986年、ガイギャックス追放から何か月か後に、TSRはグレイホークの開発を断念し、フォーゴトン・レルムと呼ばれる新たなキャンペーンセッティングにその労力を集中した。1986年と1987年、グレイホークのモジュールは3つだけ発売された。A1-4 スカージ・オブ・ザ・スレイブ・ローズ、S1-4 レルムズ・オブ・ホラー、GDQ1-7 クイーン・オブ・ザ・スパイダーズであり、それらは全て新たな資料ではなく、以前に発売されたモジュールの集合体であった。

### ゴード・ザ・ローグ抜きのグレイホーク小説の継続
ガイギャックスの小説「サーガ・オブ・オールド・シティ」は1985年の11月に発売、「アーティファクト・オヴ・イーヴル」はガイギャックスがTSRを撤退してから2か月後に発売されて好評なタイトルであることを証明し、1987年にTSRはガイギャックスがその全権利を保有していたゴード・ザ・ローグを抜きにして、このシリーズを継続するためにローズ・エステスを雇用した。1987年から1989年に、エステスは「グレイホーク・アドベンチャーズ」シリーズの小説5作品を産み出した。「マスター・ウルフ」、「ザ・プライス・オブ・パワー」、「ザ・デーモン・ハンド」、「ザ・ネーム・オブ・ザ・ゲーム」、「ジ・アイズ・ハブ・イット」。6番目の本、「ドラゴン・イン・アンバー」は1990年の製品カタログに予告が掲載されたが執筆されず、シリーズは中止された。

### グレイホーク・ダンジョンの公開
1986年夏、TSRは通信販売ホビーショップカタログに、「WG7 シャドーローズ」と呼ばれる新たなグレイホーク冒険（ゲイリー・ガイギャックスとスキップ・ウィリアムズによって執筆された高経験レベル向けの冒険）を掲載した。しかしながら、ガイギャックスがTSRを去ったためこの冒険は破談となり、カタログ番号WG7は新たな冒険、「キャッスル・グレイホーク」に変更され、1988年に発売された。これはこの3年間で初の新たなグレイホーク冒険であったが、ガイギャックス本来のグレイホーク城とは、全く関係がなかった。その代わりに、これは12のユーモラスなダンジョン階層の集合体であり、それぞれ1つずつが別々の自由契約の著者達によって執筆された。だじゃれとギャグはしばしば現代文化をネタとしており（驚異のドライダーマン、バーガー王、バッグスベアー・バニー、スタートレックの乗組員）、そして映画撮影所ではガイギャックスのモルデンカイネンが出現した。

## グレイホークの復興（1988年～1990年）
1988年までに、「ドラゴンランス」冒険の第1シリーズが終了に近づき、「フォーゴトン・レルム」が順調に展開している状況で、TSRはグレイホークを見直すことにした。ドラゴン誌の1988年1月号で、ジム・ウォード（グレイホーク・ダンジョンの初期プレイヤーの1人、魔法使いドローミジの作成者、当時ガイギャックス後の世代のTSRで働いていた）は、グレイホークのハードカバー資料集に何を掲載すべきか、プレイヤーによるアドバイスの提供を求めた。その反響として、彼は500通以上の手紙を受け取った。ドラゴン誌1988年8月号で、彼は読者からの提案を概説し、グレイホークファンからの要望に対する返答としてその後まもなくグレイホーク・アドベンチャーズが発売された。この本のタイトルはローズ・エステスの「グレイホーク・アドベンチャーズ」小説シリーズから借用され、表紙ロゴデザインも同じものが使用された。これはアドバンスト・ダンジョンズ&ドラゴンズ第1版のルールのために出版された、13番目にして最後のハードカバー本となった。
内容は、ダンジョンマスターにアイデアとグレイホーク世界特有のプレイ機会を与える用意がされており、新たなモンスター、魔法の呪文とアイテム、様々な地形、重要な住人や神格の化身の特徴の紹介などが含まれる。ガイギャックスがTSRを去ってから、オリジナルのグレイホーク資料は出版されておらず、手紙の送り主達の多くは新たな冒険についてのアイデアを求めていた。ウォードは、グレイホーク・キャンペーンに挿入することのできる、6つのプロット概要を掲載することにより、これに応えた。

### 「シティ・オブ・グレイホーク」ボックスセット
グレイホーク・アドベンチャーズの出版は、TSRがアドバンスト・ダンジョンズ&ドラゴンズ第2版を発売するのとちょうど同時期に行われた。TSRは1989年にザ・シティ・オブ・グレイホーク・ボックスセットを「グレイホーク・アドベンチャーズ」のロゴを付して発売した。カール・サージェントとリク・ローズによって執筆され、これはガイギャックスとクンツによって作成されたオリジナルの都市ではないが、以前に出版された資料で為された言及を基に新たな図が作成された。
この発売により、ゲイリー・ガイギャックスの旧八者の円は、新たな構想によって作り直された。黒曜石要塞を本拠地として周期的に悪と戦うために出撃する8人の仲間達の集団の代わりに、円は8人の魔法使いと、それを率いる9人目の魔法使い（ガイギャックスの以前のキャラクターであるモルデンカイネン）の集団となった。モルデンカイネンに加え、魔法使い達の内7人は、ガイギャックスの本来のホーム・ゲームから存在していたキャラクター、ビグビー、オティルーク、ドローミジ、テンサー、ニストゥル、オットー、レアリーであった。8人目は新たな女魔法使いジャラージ・サラヴァリアンであった。円の任務は、どちらか一方に決して長期間優位を得させないように、善と悪の間で中立の仲裁人の役を務めることであった。加えて、サージェントとローズは、ガイギャックスのオリジナルのオブシディアン・シタデルを転用してモルデンカイネンの城とし、ヤティル山脈内の特定されていない場所に配置した。
翌年、このボックスセットに関連して、TSRはリチャードとアン・ブラウンによる、都市を舞台としてファルコンと呼ばれる神秘的な悪役を中心とした、ワールド・オブ・グレイホーク冒険（WGA）モジュール3部作（WGA1 ファルコンズ・リベンジ、WGA2 ファルコンマスター、WGA3 フレイムス・オブ・ファルコン）を出版した。4番目のWGAモジュール、WGA4 ヴェクナ・ライブス！はデイヴィッド・クックによる執筆で同年に出版され、ヴェクナ（以前はダンジョンズ&ドラゴンズの伝説における神話的なリッチであったが、今や半神の地位に昇格された）の初登場を特徴としていた。

### 「グレイホーク・アドベンチャーズ」のロゴを付して発売されたモジュール
TSRはまた、「グレイホーク・アドベンチャーズ」のロゴを使用した、5つの新たな「ワールド・オブ・グレイホーク」(WG)冒険を発売した。
- WG8 フェイト・オブ・イスタス（英語版）（様々な著者、1989年）
- WG9 ガーゴイル（英語版）（デイヴ・コリンズ&スキップ・ウィリアムズ、1989年）
- WG10 チャイルズ・プレイ（英語版）（ジーン・レーブ&スキップ・ウィリアムズ、1989年）
- WG11 パペッツ（英語版）（ビンス・ガルシア&ブルース・レーブ、1989年）
- WG12 ベイル・オブ・ザ・メイジ（英語版）（ジーン・レーブ、1989年）

1990年に、TSRはまた、ブレーク・モブリーとティモシー・ブラウンによって執筆された、TSRによるグレイホーク城に関するモジュール兼資料集であるWGR1 グレイホーク・ルーインズを出版した。これはガイギャックスとクンツの作成したオリジナルのグレイホーク城ではないが、この城の細部を出版する最初の真面目な試みであった。

## フラネスの新たな構想（1991年～1997年）
1990年に、TSRは作成されて10年を経たグレイホークの世界を活気づける必要があると決定した。その決定は、フラネスの境界の外側に新たな地域を設定するのではなく、フラネス内でキャンペーンの時間設定を10年経過させてCY576年からCY586年とし、新たなストーリー展開の設定を順次提供していくことであった。ストーリーの主題はアイウーズによって扇動された戦争であり、それはガイギャックスが元来設定した国々、諸同盟、支配者達をTSRが根本的に改変することを可能とした。

### グレイホーク戦争
プレイヤー達を、なじみ深いガイギャックスの「ワールド・オブ・グレイホーク」から自分達の新たな構想に移行させるために、TSRはプレイヤーを来たるべき戦争への道を辿って出来事と状況に精通させ、それからその戦争自体に彼らを引き込むであろう、3部作のモジュールを計画した。プレイヤーがいったん3つのモジュールを通じて戦争を終えたら、新たなボックスセットが出版され、新たなストーリー展開と新たなフラネスが導入されるのである。2つの「ワールド・オブ・グレイホーク・ソーズ」モジュールであるWGS1 ファイブ・シャル・ビー・ワンはカール・サージェントに執筆され、WGS2 ハウル・フロム・ザ・ノースはデイル・ヘンソンに執筆されて、1991年に出版された。これらのモジュールは、種々の出来事が戦争への道を辿らせていることを描写していた。
3つ目のモジュールはグレイホーク・ウォーズという戦略ウォーゲームに作り替えられ、実際の戦争での出来事、戦略、同盟を通じてプレイヤーを導く。このゲームに付属している小冊子、「グレイホーク・ウォーズ・アドベンチャラーズブック」は、この戦争における出来事を解説していた。CY582年（ガイギャックスの元々の設定であるCY576年の6年後）に、アイウーズによって開始された地域紛争は次第に広範囲に広がり、フラネスのほとんど全ての国々に及ぶ戦争となった。平和条約が2年後にグレイホーク市で締結され、それがこの戦争が「グレイホーク戦争」と呼ばれるようになった理由である。条約調印の日に、レアリー（かつてブライアン・ブルームによって作成され、廃棄されたあまり重要でない術者であったが、今やTSRによって八者の円の一員にまで引き上げられていた）はロビラーに幇助されて自分の仲間である円の構成員達を攻撃した。攻撃の後、テンサーとオティルークは死亡しており、他方ロビラーとレアリーはブライト・ランドの砂漠に逃亡した。ロブ・クンツ（ロビラーの本来の作成者）は、ロビラーが彼の古い冒険仲間であるモルデンカイネンを決して攻撃しないであろうと信じ、この筋書きに異議を唱えた。クンツはロビラーの著作権を持っておらず既にTSRの社員でもなかったが、彼はロビラーが別の次元界を訪問しており不在の間に、クローンかロビラーの邪悪な双子が攻撃を行ったことにしたらどうか、という代替案を非公式に提案した。

### フロム・ジ・アッシュズ
1992年、先行した「ワールド・オブ・グレイホーク・ソーズ」の2つのモジュールと、「グレイホーク・ウォーズ」ゲームが市場に投入されてから数か月後、TSRは新たなグレイホーク・セッティングであるフロム・ジ・アッシュズボックスセットを発売し、これは主にカール・サージェントによって執筆され、フラネスにおけるグレイホーク戦争の余波について解説していた。これはグレイホーク市周辺地域の大型4色カラーヘクス地図1枚と、クイックアドベンチャーカード多数、96ページの冊子が2冊収録されていた。
1つ目の冊子、「アトラス・オブ・ザ・フラネス」は、ガイギャックスの本来の「ワールド・オブ・グレイホーク」ボックスセットの代替物であるが、かなりの変更が加えられていた。前の版に存在した多くの人間の神格が含まれず、1柱の新たな半神、マイアヘンが加えられた程度である。これによって、人間の諸神格は50柱から28柱に減少する結果となった。他の種族の諸神格は24柱から38柱に増加したが、人間の諸神格が完全な記述をされたのとは異なり、これらは単に名前が列記されただけであった。ガイギャックスのボックスセットと同様に、各地域は2～300語からなる解説がされているが、他の版に存在する詳細の一部（例えば貿易商品、総人口と種族の割合）がこの版には記載されていない。いくつかの地域（アーリッサ、オーマー、メデギア、南方領）は、戦争後にはもう存在しなかった、あるいは別の地域に編入された。2つの新たな地域（ペイニム平原、オーマン諸島）が加えられた。これによって、地域の数は60から58に減少した。ガイギャックスのセッティングに収録されていたダーリーン・ペクル作製の大型4色2分割折りたたみ地図は、「アトラス・オブ・ザ・フラネス」の表紙内側に印刷された小型の白黒地図にまで低廉化された。
2つ目の冊子、「キャンペーン・ブック」は、3年の前の「シティ・オブ・グレイホーク」ボックスセットの代替品ではなく、サプリメントとなるように意図された。これは市と近郊に対する更新を含んでおり、また幾人かの新たなノンプレイヤーキャラクターの詳細と、いくつかの可能な冒険のきっかけを与えていた。ガイギャックスの設定では、大きな紛争は大王国と、その邪悪な大王の専制から自分達を解放しようとしていた国々との間で起こるものであった。サージェントの世界では、大王国のストーリー展開は、アイウーズの国とその周辺地域の新たな大きい紛争に、大部分が置き換えられた。アイウーズが押さえていない南方の国々は緋色団によって脅かされ、他方、他の国々はモンスターに侵略されるか、悪の工作員に支配されていた。全体的にこの構想は、善の人々が悪の風潮に圧倒されている、より暗い世界を指向したものであった。
サージェントは、このフラネスへのいっそう厳しい構想に興味を持たせるために、ドラゴン誌の1993年3月号に後追い記事を書いて、「...悪の力は強大になった。古きもの、アイウーズの手は中央フラネス中に伸ばされ、無慈悲な緋色団はその力と影響力を、青空海に面した南方の国々中に及ぼした。ワールド・オブ・グレイホーク・セッティングは再び、真に刺激的な世界となった...」と述べた。
このボックスセットは2つの新たな資料集（両方ともサージェントによる執筆）の出版によって支援された。WGR4 ザ・マークランズは、アイウーズと対立する善の国々であるファーヨンディ、ハイフォーク、ニロンドに関する情報を提供し、それに対しWGR5 アイウーズ・ジ・イーヴルは、アイウーズの国々に関する情報を詳述し、そして今やアイウーズが世界秩序に対して果たした役割を力説していた。
それに加え、いくつかのモジュールも冒険により、多くの原資料を提供するために発売された。
WGQ1 パトリオッツ・オブ・ウレク
「フロム・ジ・アッシュズ」出版後の最初のモジュールであり、ポマージのタロッシュ・マクの侵略に脅かされたウレクでストーリーを展開させた。
WGR2 トレジャーズ・オブ・グレイホーク（ジャック・バーカー、ロイ・ロウ、ルイス・プロスペリ、トム・プルサ）
これは大まかに連結された一連の小冒険（例えば、ビグビーの家を探索する、ザギグの偉大な迷路と呼ばれる半次元界に旅する、スフィンクスとなぞかけを交わす、など）の集合体である。各々の小冒険は、フラネスのユニークな財宝が鍵となっていた。
WGR3 レアリー・ザ・トゥレイター（アンソニー・プライア）
これは、冒険モジュールとブライト・ランド（テンサーとオティルークを殺した後の、レアリーとロビラーの住み家）の資料集を兼ねていた。
WGR6 ザ・シティ・オブ・スカルズ（カール・サージェント）、WGM1 ボーダー・ワッチ（ポール・T・リーゲル）
これらはファーヨンディとアイウーズの国々との戦いを目玉としたモジュールであった。
ガイギャックスが10年前にやっていたように、サージェントもドラゴン誌のページを、彼の新たな世界を発展させるために使用した。彼は新たな資料集である「アイヴィッド・ザ・アンダイイング」に取り組み、その抜粋の一部を1994年4月号、6月号、8月号に掲載させた。

### TSRのグレイホークからの撤退
1994年遅く、TSRはサージェントの新たな本の出版準備が整ったのとちょうど同じ頃に出版を取りやめ、他の全てのグレイホーク・プロジェクトに関する作業を停止した。この後には、1つの例外を除いて、グレイホークに関する物は決してTSRから出版されることはなかった。ドラゴン誌1995年5月号の業界ゴシップ専門のコラムで、「アイヴィッド・ザ・アンダイイング」の原稿がTSRからコンピュータ・テキストファイルとして発売されたことが指摘された。このファイルを基に幾人かの人々が、この本が出版されていたならこうなっていたであろう、というものを再現した。
1996年末までに、TSRは膨大な負債を抱え、印刷業者に支払いもできない状態に陥っていた。1997年に倒産するのが不可避であると思われたその時、トレーディングカードゲームのマジック:ザ・ギャザリングによる収入に支えられたウィザーズ・オブ・ザ・コーストが介入し、TSRとその所有する全ての権利を買収した。

## ウィザーズ・オブ・ザ・コースト（1998年～2008年）
ウィザーズ・オブ・ザ・コースト(WotC)とTSRが合併した後、TSR時代にあまりにも多数のダンジョンズ&ドラゴンズ・ゲーム用のセッティングが作成されており、それらのいくつかを廃止するという決定が下された。しかしながら、WotCのCEOであるピーター・アドキソンはダンジョンズ&ドラゴンズとグレイホーク両方のファンであり、2つの主要な戦略（グレイホークの再生と、D&Dの新たな第3版ルールの作成）が策定された。以前に出版されたグレイホークに関する全ての情報をまとめることにより、瀕死の状態にあるグレイホーク・セッティングを復活させるためのチームが招集された。その作業が行われた後で、最新のキャンペーン・セッティングへのお膳立てのために類似の先行編冒険を使用し、カール・サージェントによるストーリー展開を更新することが決定された。
最初に、ロジャー・E・ムーアが1998年にリターン・オブ・ジ・エイトを作成した。この冒険はCY586年（「フロム・ジ・アッシュズ」ボックスセットと同じ年）に設定されており、プレイヤーはテンサー、オティルーク、レアリーを失ったために五者の円と呼ばれるようになった、八者の円の生き残ったメンバーに会う。もしプレイヤーが成功裏にこの冒険を終えた場合、テンサーは死から甦るが、円に再び加わることを拒否し、円は新たな3人の魔法使い（アルハマザード・ワイズ、セオダイン・エリアソン、ウォーンズ・スターコートの加入を以って八者の円として再編される。
次は、アン・ブラウンによるグレイホーク・プレイヤーズガイドが発売された。この64ページの小冊子は、ストーリー展開を6年先に進めてCY591年とし、それは主としてガイギャックスとサージェントのボックスセットで公開された資料を要約し、改めて表明した。新たな資料は、重要なノンプレイヤーキャラクター、フラネスでのロールプレイの手引き、いくつかの新たな名所、などが含まれる。諸神格のリストは縮小と拡大の両方が為された。「フロム・ジ・アッシュズ」からの38柱の人間以外の種族の諸神格は廃止され、人間以外の種族は少数の人間の神格に割り当てられたが、人間の諸神格は24柱から54柱に拡大された。
新たなストーリー展開のための基盤が準備され、TSR／WotCはロジャー・E・ムーアによる128ページの資料集、ジ・アドベンチャー・ビギンズとして、新たなキャンペーン・セッティングを発売した。先行した「グレイホーク・プレイヤーズガイド」により、新たなキャンペーン世界はCY591年に設定された。フラネスが悪に蹂躙された「フロム・ジ・アッシュズ」の、暗い雰囲気と異なり、ムーアはガイギャックスの意図していた「冒険の世界」に戻した。
「ロスト・トゥームス」シリーズの3部作モジュール（ショーン・K・レイノルズによるザ・スター・ケルンズとクリプト・オブ・リザンドレド・ザ・マッド、スティーブ・ミラー (ゲームデザイナー)によるザ・ドゥームグラインダー）が、新たなセッティングに対して出版された最初のものであった。

### D&Dの25周年
1999年は最初のダンジョンズ&ドラゴンズ・ルールが出版されてから25年目の年であり、WotCは20年前の最もよく知られたグレイホークのモジュールを想起させ、郷愁を感じさせる一連の「リターン・トゥ・○○」冒険をD&Dの25周年の旗印の下に生産することにより、年長のゲーム愛好家達がグレイホークに戻るように誘惑しようと努めた。
リターン・トゥ・ザ・トゥーム・オブ・ホラーズ（ブルース・コーデル）
ゲイリー・ガイギャックスのS1 トゥーム・オブ・ホラーズの再版で、かなりの拡張が加えられた。
リターン・トゥ・ザ・キープ・オン・ザ・ボーダーランズ（ジョン・D・ラトリフ）
1979年のゲイリー・ガイギャックスのモジュールB2 ザ・キープ・オン・ザ・ボーダーランズを取り上げ、元のモジュールが出版されてから経過した20年を、ゲーム内でも同じだけの時間が経過したものとして、新たなモンスターを配置した。本来のモジュールはセッティングに関しては特に設定されていなかったが、この新たな冒険は城塞をグレイホークに配置した。
リターン・トゥ・ホワイト・プルーム・マウンテン（ブルース・コーデル）
同様にローレンス・シックの20年前の冒険ホワイト・プルーム・マウンテンを、ゲーム内時間を20年進めることによって改訂した。
アゲンスト・ザ・ジャイアンツ：ザ・リベレイション・オブ・ジェフ（ショーン・K・レイノルズ）
1979年に出版されたガイギャックス作成の3つの「ジャイアント」シリーズ・モジュールの全文と、ジェフにおける18の新たな冒険地域の説明が記載され、結合してまとめられたキャンペーンとなった。
スレイバーズ（ショーン・K・レイノルズとクリス・プラマス）
これはオリジナルのA1-4 スカージ・オブ・ザ・スレイブローズ・シリーズの続編であり、元の冒険の10年後に設定されていた。
リターン・トゥ・ザ・テンプル・オブ・エレメンタル・イーヴル（モンテ・クック）
これは、当初ロブ・クンツが（ロビラーとして）破壊した、ガイギャックスの悪名高い寺院にプレイヤーを連れ戻す。2001年に第3版ルール用に出版された。
「リターン・トゥ・○○」冒険の出版と連動して、WtoCはまた、「グレイホーク・クラシック」シリーズとして知られる一連の手引き小説を産み出した。「アゲンスト・ザ・ジャイアンツ」、「ホワイト・プルーム・マウンテン」、「ディセント・イントゥ・デプスス・オブ・ジ・アース」、「エクスペディション・トゥ・ザ・バリアー・ピークス」、「ザ・テンプル・オブ・エレメンタル・イーヴル」、「クイーン・オブ・ザ・デーモンウェブ・ピッツ」、「キープ・オン・ザ・ボーダーランズ」、「トゥーム・オブ・ホラーズ」。
別のD&Dセッティングを使用しているプレイヤーを引きつける試みとして、WotCはダイ、ヴェクナ、ダイ！（ブルース・コーデルとスティーブ・ミラーが執筆）、3部構成の冒険でグレイホークをレイブンロフトとプレーンスケープ・キャンペーンセッティングに結合した。2000年に出版され、これがAD&D第2版ルールのために出版された最後の冒険となった。

### 第3版
TSRに出版されたダンジョンズ&ドラゴンズの各版においては、ゲームのセッティングは特に定義されていなかった（ダンジョンマスターは、自分で新たな世界を創造するか、あるいはグレイホークやフォーゴトン・レルムのような商用のキャンペーンセッティングを購入することが期待されていた）。2000年、2年間の製作作業とテストプレイの後に、WotCはD&Dの第3版を発売し、初めてこのゲームに既定セッティングを定義した。第3版ルールの下では、ダンジョンマスターが特に別のキャンペーンセッティングを使用することに決めなかった場合は、彼あるいは彼女のD&Dゲーム世界はワールド・オブ・グレイホークとなるのである。

### リビング・グレイホーク
ダンジョンズ&ドラゴンズの第3版の発売と共に、RPGA（WotCのプレイ部門）は、「リビング・シティ」と呼ばれた第2版のキャンペーンをモデルとした、新たな大規模共有のリビングキャンペーン（リビング・グレイホーク）を発表した。
リビング・シティは比較的成功していたが、RPGAは彼らの新たなキャンペーンの範囲を広げることを望んだ。1つの都市をセッティングとする代わりに、新たなキャンペーン世界、グレイホークの30の異なる地域を、それぞれ実世界の特定の国、州、地域と結び付けて展開しようとした。各地域はそれら自身の冒険を作成し、その他にRPGAは世界的に中核となる冒険を提供した。このような冒険的企画のために必要な細部の水準を提供するために、WotCは、かつて作成された中でグレイホークの世界に関する最も詳細な考察が掲載され、そしてそのキャンペーンだけでなく、全てのホーム・キャンペーンがそこから開始されるという公認の開始時点を定めた、リビング・グレイホーク・ガゼティアを出版した。
第3版プレイヤーズハンドブックの発売と同時に、「リビング・グレイホーク」はGen Con 2000において、3つの「中核」冒険（COR1-1 ドラゴン・スケールズ・アット・モーニングタイド、ショーン・K・レイノルズ執筆；COR1-2 ザ・レコニング、ショーン・フラハティとジョン・リチャードソン執筆；COR1-3 リバー・オブ・ブラッド、エリック・モナ執筆）と共に初公開された。著者が選択した時点で暦が停止していた以前のキャンペーンセッティングとは異なり、「リビング・グレイホーク」の暦は、実時間での暦年毎にゲーム内時間が1年進む。このキャンペーンはCY591年（2001年）に開始され、CY598年（2008年）に終了し、その時点で1千以上の冒険が、1万人以上のプレイヤー達による引見のために産み出されていた。この間、キャンペーン管理者達はWotCによる新ルールの大部分をグレイホーク世界に取り込んだが、一方、プレイヤー達、あるいは冒険の作者達のどちらかに、あまりに大きな力を与えることによってキャンペーンを不均衡に陥らせるであろう、と感じた資料は削除した。2005年、管理者達は、新たな第3版の資料集で言及された神格と同様に、D&D第3版以前の公式グレイホーク資料でかつて言及された全ての神格を取り入れた。これにより、諸神格の数はおよそ70柱から、3倍増のほぼ200柱となった。
大規模な世界とストーリー展開の進行にもかかわらず、地域の冒険モジュールがボランティアによって作成され、RPGAのキャンペーン管理者に大雑把なチェックを受けただけであり、WotCの要員による審査を受けてはいなかったため、「リビング・グレイホーク」でのストーリー展開、あるいはセッティングへの変更点は、公式とはみなされなかった。

### ウィザーズ・オブ・ザ・コーストのグレイホーク発売
「リビング・グレイホーク」キャンペーンの高い人気にもかかわらず、ウィザーズ・オブ・ザ・コーストは25周年記念の「リターン・トゥ・○○」シリーズの冒険の後は、「リビング・グレイホーク・ガゼティア」とザ・フライト・アット・トライストールを除き、グレイホークの資料をあまり作成しなかった。ジョン・D・ラトリフによって執筆され2001年に発売された「ザ・スタンディング・ストーン」は、グレイホーク・セッティングに関するいくつかのあまり重要でない言及がなされ、そしてジェイムズ・ジェイコブによって執筆され2006年に発売されたレッド・ハンド・オブ・ドゥームは、グレイホークの世界、フォーゴトン・レルム、エベロンのどこに配置するべきかの指示が記載されていた。他の点では、ウィザーズ・オブ・ザ・コーストはグレイホーク世界の展開をRPGAの「リビング・グレイホーク」キャンペーンに委ね、そしてD&Dコアルールのための新たな拡張素材の資料集を作成することに全力を注いだ。

## 2008年から現在
Gen Con 2007で、WotCはダンジョンズ&ドラゴンズの第4版を翌春発売すること、そして新たなルール体系の下ではグレイホークは、もはや既定のキャンペーンセッティングではないことを発表した。このため、「リビング・グレイホーク」は新たなルール体系には変換されず、それどころかオリジン 2008において終了された。
2009年、WotCは、ゲイリー・ガイギャックスによる第1版用の「ビレッジ・オブ・ホムレット」を第4版ルール用に改訂した、アンディ・コリンズによる「ザ・ビレッジ・オブ・ホムレット」を発表した。これは非売品であり、RPGAに入会した新会員に特典として送付された。

## グレイホークの非公式情報源
TSRとWotCは、1980年に最初のフォリオ版が出版されて以来、「ワールド・オブ・グレイホーク」の公式の権利をそれぞれ順番に所有していたが、その初期の開発に最も関与した2人の人々、ゲイリー・ガイギャックスとロブ・クンツはそれにもかかわらず、グレイホーク城の下にある50階層のダンジョンに関するオリジナルなメモの大半を所有していた。
ガイギャックスは同じくグレイホーク市の彼の古い地図を持っており、そしてまだゴード・ザ・ローグの権利を所有していた。
ガイギャックスが1985年にTSRを去った後、彼は少数の「ゴード・ザ・ローグ」の小説を執筆し、それらはニュー・インフィニティーズ・プロダクションズ社によって出版された。「シー・オブ・デス」（1987年）、「シティ・オブ・ホークス」（1987年）、「カム・エンドレス・ダークネス」（1988年）。しかしながら、この時までにガイギャックスは、TSRが「彼の」世界に対して取った新たな方向性に激怒した。彼の古き世界オアースは死んだ、と作家として宣言し、グレイホークの諸々との完全な断絶を望み、ガイギャックスは彼の版のオアースを最後の「ゴード・ザ・ローグ」の小説、「ダンス・オブ・デーモンズ」で破滅させた。以降15年間、彼は別のゲームシステムを開発することに取り組んだ。しかし、グレイホーク城の下のダンジョンが未刊であるという問題があった。ガイギャックスは自分の雑誌コラムや記事で、そのダンジョンを垣間見せたことはあったが、ダンジョン自体を一般人に公開したことは一度もなかった。同じく、ガイギャックス版のグレイホーク市は一度も出版されたことがないが、フランク・メンツァーはその理由を以下のように思ったと語った。「グレイホーク市は（首都であるにもかかわらず）後に発展したものであり、本来は場所だけの存在であった。そのようなものとして、それは充分に肉付けされなかった...特定の場所と悪名高いNPCの記載された非常に簡潔、あるいは逆にいえばかなりずさんな略地図であった。これが恐らく、ガイギャックスがなぜそれを出版しなかったのかという理由である。それは決して完成されたことがないのだ」。
しかしながら2003年に、ガイギャックスは、この計画はダンジョンズ&ドラゴンズではなく、キャッスルズ・アンド・クルセイダーズのルールを使用するのではあるが、彼がロブ・クンツと共に、本来の城と市を6巻組で出版することに取り組んでいると発表した。WotCがまだグレイホークの名称の権利を所有していたため、ガイギャックスは城の名称を「ザギグ城」（ガイギャックスの逆読みの異形同音異義語で、本来は彼の最初の13階層ダンジョンを作った狂える建築家の名前）に変更した。ガイギャックスは同じく、隣接する都市の名称を「イッグスバーグ（Yggsburgh）」―彼のイニシャルE.G.G.を基にした言葉遊び―に変更した。
この計画は、ガイギャックスとクンツが想定していたより、非常に多くの作業が必要であることが判明した。ガイギャックスとクンツが元々のホーム・キャンペーンへの取り組みをやめた時までに、城のダンジョンは50階層もの迷路のような通路と幾千もの部屋と罠を含んでいた。それにイッグスバーグ市と、城や街の周囲の遭遇地域の図面と解説まで加えると、提案された6巻組に収めきれないことが判明した。ガイギャックスは、彼の元々の13階層ダンジョンに類似したものを再現し、バインダーと箱からかき集めた古いメモから収集することのできる、最高のものを付加することに決めた。しかしながら、ガイギャックスとクンツのいずれも、注意深いか、あるいは大局的な計画を守っていなかった。なぜならば、彼らはしばしばゲーム・セッション中に進行に応じて詳細を作り上げ、大抵プレイするにつれてすばやく地図を書き、それにモンスター、財宝、罠に関する大雑把なメモをするだけであった。これらの大雑把な地図は、それぞれの長所を見定めた後で、彼らそれぞれの取り組みを結合させることができるように、ちょうど充分な詳細だけが残された。同様に、市を再現することは難しい課題であった。ガイギャックスは本来の市に関する自作の古い地図をまだ所有していたが、彼が市に関して以前に出版した作品の権利はWotCが所有しており、従って彼は市の大部分を、自分の本来の市の外見と雰囲気を維持したまま、ゼロから作り上げねばならないであろう。
ゆっくりとした骨の折れる工程は、2004年の4月にガイギャックスが重篤な脳梗塞を発症したため、完全に停止した。7か月に及ぶ回復期の後、彼は仕事に復帰したが、彼の作業時間は1日に14時間から、1日に1～2時間に減少させられた。クンツは他のプロジェクトがあったため撤退せざるを得なかったが、彼は最初の本と同時に出版されるであろう冒険モジュールへの取り組みは継続した。
このような状況下では、ザギグ城計画の作業はさらにゆっくりと継続することとなったが、ガイギャックスに手を貸すためにジェフリー・タラニアンが参加した。2005年、トロール・ロード・ゲームズが「キャッスル・ザギグ：イッグスバーグ」の1巻を出版した。この256ページのハードカバー本は、ガイギャックスの本来の市の詳細、名士達と政治、市外での30以上の遭遇が掲載されていた。その地域の2枚の折りたたみ地図は、ダーリーン・ペクル（「ワールド・オブ・グレイホーク」フォリオ版のオリジナル地図を作成した芸術家）によって描写された。その年遅くに、トロール・ロード・ゲームズは同じく、ロブ・クンツによってイッグスバーグ・セッティングのために執筆された冒険モジュール、「キャッスル・ザギグ：ダーク・シャトー」を出版した。
2005年のカタログには、このシリーズのいくつかの巻が間もなく発売されると掲載されていたが、それは2008年に第2巻の「キャッスル・ザギグ：ジ・アッパー・ワークス」が発売されるまで果たされなかった。「ジ・アッパー・ワークス」は城の地上部分の詳細を記述しており、続いて出版されるであろう、実際のダンジョンに関する数巻の発売を焦らす役割を果たした。しかしながら、ガイギャックスは更なる巻を出版する前に、2008年3月に亡くなった。彼の死後、ゲイリーの未亡人であるゲイルが管理するガイギャックス・ゲームズがこの計画を引き継いだが、「キャッスル・ザギグ」計画のそれ以降の巻は出版されていない。
ロブ・クンツは同じく、グレイホーク城ダンジョンから独創的な作品をいくつか出版した。2008年、彼は2つの冒険モジュール「ザ・リビング・ルーム」、巨大な家具の置かれた風変わりだが危険な部屋に関するシナリオと、「ボトル・シティ」、ダンジョンの2層目で発見された都市全体が収容されたビンに関するシナリオを発売した。2009年、クンツは「デモニック&アーケイン」、グレイホークの収集品、「カリブルーン」、マジックアイテム、「ザ・ストーク」、野外冒険、を発売した。2010年10月、ブラック・ブレード・パブリッシングは、クンツの独自のグレイホーク・ダンジョンの階層のいくつか、機械階層、寒冷階層、ジャイアントのビリヤード場、植物使いの庭園などを出版すると発表した。